# Episodi di Baby Bob (seconda stagione)
La seconda stagione della serie televisiva Baby Bob è stata trasmessa in anteprima negli Stati Uniti d'America dalla CBS nel corso dell'estate del 2003.
| nº | Titolo originale          | Titolo italiano | Prima TV USA   | Prima TV Italia |
| -- | ------------------------- | --------------- | -------------- | --------------- |
| 1  | Rush Limbob               |                 | 6 giugno 2003  |                 |
| 2  | Don't Pass Me By          |                 | 13 giugno 2003 |                 |
| 3  | Reality Bites             |                 | 20 giugno 2003 |                 |
| 4  | Boys Will Be Girls        |                 | 2003           |                 |
| 5  | Footloose, Infancy Free   |                 | 2003           |                 |
| 6  | 'Vegas, Baby!'            |                 | 2003           |                 |
| 7  | You Don't Know Jack       |                 | 2003           |                 |
| 8  | Let's Go to the Videotape |                 | 2003           |                 |